# 伊拉伊
伊拉伊是巴西南大河州的一个市镇。总面积182.185平方公里，总人口8468人，人口密度46.5人/平方公里。